# 路易斯·斯蒂文斯
路易斯·斯蒂文斯（英語：Lewis Stevenson；1988年1月5日—）是一位蘇格蘭足球運動員。在場上的位置是中場。他現在效力於蘇格蘭足球超級聯賽球隊喜伯年。他也代表蘇格蘭各級國青隊參賽。